# 袁聿修
袁 聿修（えん いつしゅう、511年 - 582年）は、北魏から隋にかけての官僚。字は叔徳。本貫は陳郡陽夏県。

## 経歴

### 幼少期
北魏の中書令袁翻の子として生まれた。家を出て、叔父の袁躍の後嗣となった。9歳のとき、青州に召されて主簿となった。性格は落ちついていて見識があり、清廉で欲も少なかったので、尚書の崔休に賞賛された。
532年（太昌元年）、太保開府西閤祭酒を初任とした。18歳のとき、青州中正を兼ねた。まもなく尚書度支郎を兼ね、さらに五兵左民郎中をつとめた。武定末年、太子中舎人となった。

### 北斉
550年（天保元年）、北斉が建国されると、太子庶子に任じられ、本官のまま博陵郡太守を代行した。
557年（天保8年）、太府少卿を兼ね、まもなく大司農少卿に転じ、さらに太常少卿となった。
561年（皇建2年）、母の喪のため職を去った。まもなく前任の官に復帰して、冠軍・輔国将軍の号を加えられ、吏部郎中に任じられた。しばらくして、司徒左長史に転じ、驃騎大将軍の号を加えられ、御史中丞を兼ねた。ときに太原の王乂の娘は陸孔文との婚約が決まっていたが、司徒録事参軍の盧思道が私的に銭40万を王乂に貸し付けて、彼女を妻に迎えた。袁聿修はこのことを知っていながら、弾劾しなかったため、御史中丞の任を罷免された。まもなく秘書監に転じた。
天統年間、趙郡王高叡らとともに五礼の改定を議論した。信州刺史に任じられ、故郷に錦を飾った。
武平年間に離任するにあたっては、州民の鄭播宗ら700人あまりが頌徳碑の建立を願い出て、中書侍郎の李徳林の文章で功績を刻まれた。ほどなく信州中正を兼ねたまま、都官尚書に任じられた。吏部尚書・儀同三司に転じ、まもなく正式に吏部尚書となった。

### 北周
北斉が滅ぶと北周に入り、儀同大将軍・吏部下大夫となった。580年（大象2年）、東京司宗中大夫となった。

### 隋
581年（開皇元年）、隋が建国されると、上儀同の位を加えられ、東京都官尚書に転じた。東京の官が廃止されると、入朝して都官尚書に任じられた。582年（開皇2年）、熊州刺史として出向した。まもなく死去した。享年は72。

## 子嗣
子に袁知礼があって、隋の開皇年間に侍御史・尚書民部考功侍郎となり、605年（大業元年）に太子中舎人として死去した。

## 伝記資料
- 『魏書』巻85 列伝第73
- 『北斉書』巻42 列伝第34
- 『北史』巻47 列伝第35